# Tremembé (popolo)
I Tremembé sono un gruppo etnico del Brasile che ha una popolazione stimata in circa 3.500 individui. Parlano la lingua portoghese e sono principalmente di fede animista.
Vivono nello Stato brasiliano del Ceará, nei pressi di Almofa. La lingua originale dei Tremembe è considerata una lingua estinta.